# Ernst August, kung av Hannover
Ernst August av Hannover, (engelska: Ernest Augustus), född 5 juni 1771 på Buckingham House i Westminster i London i England, död 18 november 1851 på slottet Herrenhausen i kungariket Hannover, var kung av Hannover och regerande hertig av Braunschweig-Lüneburg från 1837 till sin död.
I Storbritannien var han även känd under namnet av den pärsvärdighet som han där bar, hertig av Cumberland.
Anledningen till att brorsdottern Viktoria blev Storbritanniens regerande drottning och Ernst August blev Hannovers kung var att den saliska lagen med enbart manlig arvsföljd gällde i de tyska rikena, till skillnad från Storbritannien. Det innebar att Viktoria, på grund av sitt kön, inte kunde ärva Hannovers tron, även om hon ärvde Storbritanniens. Därigenom upplöstes personalunionen mellan Storbritannien och Hannover som funnits sedan Georg I.

## Biografi
Ernst August var från födelsen prins av Storbritannien, den femte sonen, och åttonde barnet till kung Georg III av Storbritannien och Charlotte av Mecklenburg-Strelitz. Han var yngre bror till Georg IV och Vilhelm IV samt farbror till Viktoria.
Efter födelsen placerades han under vård av guvernanten Charlotte Finch. Han växte upp i Storbritannien fram till femton års ålder, då han och två yngre bröder skickades till Göttingens universitet i faderns tyska rike.
Ernst August hade deltagit i striderna mot Frankrike 1793–1797 under befälet av sin äldre bror Prins Fredrik, hertig av York och Albany, och under den tiden fick han stora ärr i ansiktet. Efter att äldste broderns dotter, prinsessan Charlotte Augusta, dog i barnsäng 1817, stod det klart att någon av Prinsen av Wales bröder eller dennes brorsbarn, skulle bli framtida brittisk monark, sannolikt Ernst August eller dennes eventuella ättlingar, eftersom han var den enda i brödraskaran som ingått ett kungligt äktenskap. Ernst Augusts båda äldre bröder gifte sig dock snabbt och äldre brodern prins Edvard, hertig av Kent och Strathearn blev far till prinsessan Viktoria.
Ernst August, som i egenskap av sin pärsvärdighet från 1799, var ledamot av överhuset och en stark anhängare av Tory-flygeln i brittisk politik. Det ryktades om att han hade dräpt sin kammartjänare och fått barn med sin syster prinsessan Sofia. Huruvida det ligger någon sanning i ryktena eller om det var enbart illvilligt skvaller av samtidens politiska motståndare, tvivlar historikerna fortfarande om.

### Hannovers kung

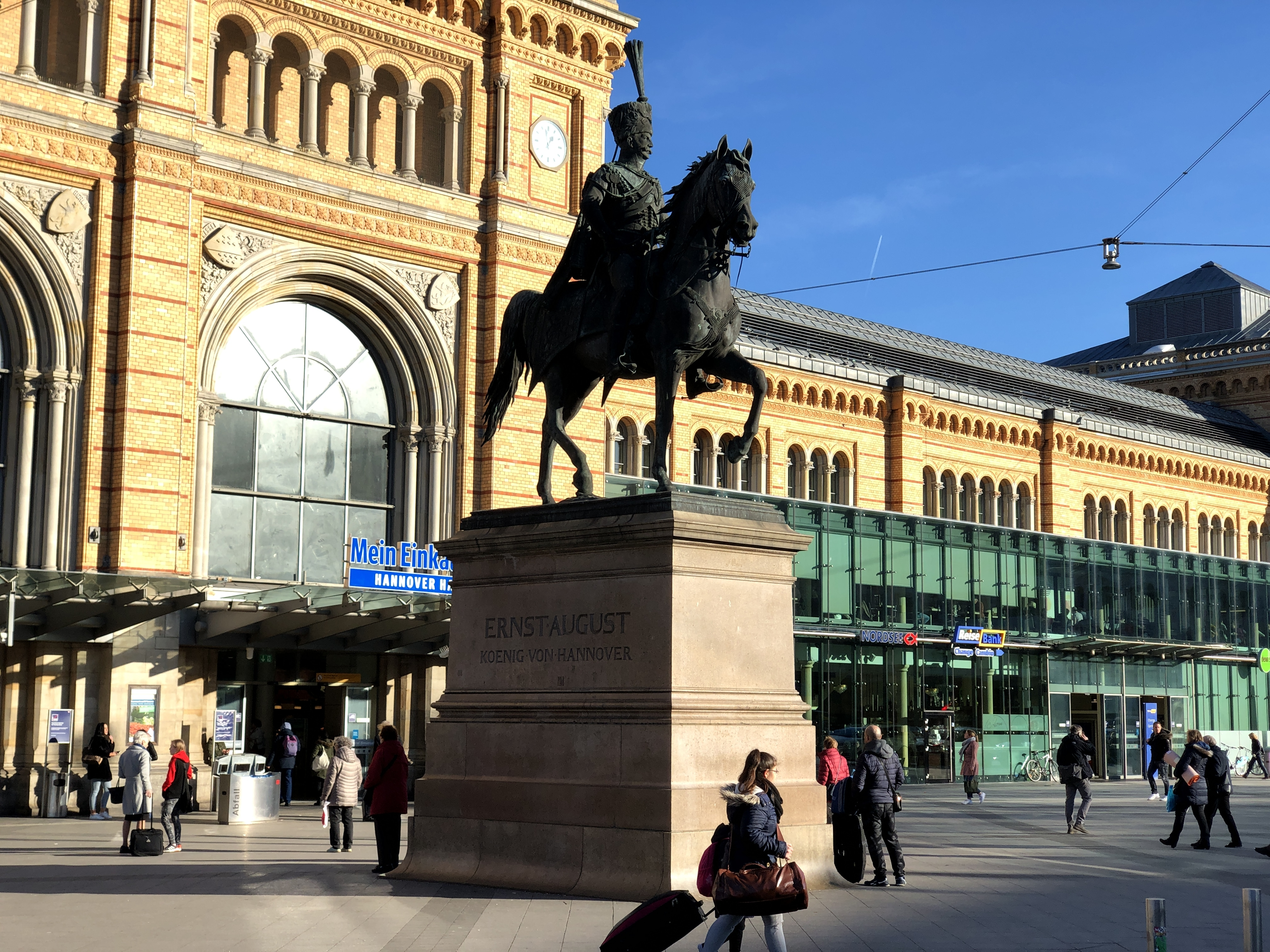
Ryttarstaty föreställande Kung Ernst August av Hannover, av Albert Wolff utanför Hannovers centralstation.

Ernst August var auktoritärt sinnad och upphävde vid sitt tillträde som Hannovers kung grundlagen och avsatte sju professorer (inklusive de två bröderna Grimm) från Göttingen som protesterat mot detta. Även om han var auktoritärt sinnad, så var han inte enbart stelbent reaktionär utan pragmatisk. 1840 antog han efter tidens förutsättningar en ny författning, som från 1848 erhöll en mer liberal prägel.
Han var motståndare till Tyska tullföreningen eftersom han fruktade att det skulle leda till preussisk dominans och i längden hota Hannovers självständighet. Hannover och flera västtyska stater försökte skapa ett alternativ, men när hertigdömet Braunschweig drog sig ur 1841 och gick med i tullföreningen ledde det till ett handelskrig, i vilket dock Hannover hade ett övertag eftersom Braunschweig hade flera enklaver innanför Hannovers territorium. Ett separat handelsavtal tecknades 1845 mellan Hannover, Braunschweig och Preussen. Kungen var intresserad av och understödde byggandet av den framväxande järnvägen, vilket fick till följd att staden Hannover blev en viktig järnvägsknut i det tyska järnvägsnätet och har förblivit så till dags dato.
Som kung av Hannover besökte han Storbritannien bara en gång, 1843 till brorsdottern Augustas bröllop. Hans förhållande till brorsdottern Viktoria var inte särdeles gott, eftersom han själv strävade efter att bli kung av Storbritannien, en ambition som omöjliggjordes av hennes nio barn med prins Albert. Ernst August var aldrig populär i Storbritannien, men är nostalgiskt hågkommen i Hannover som en landsfader som ledde sitt då fortfarande självständiga kungarike med stadig hand genom en annars orolig tid.

## Familj

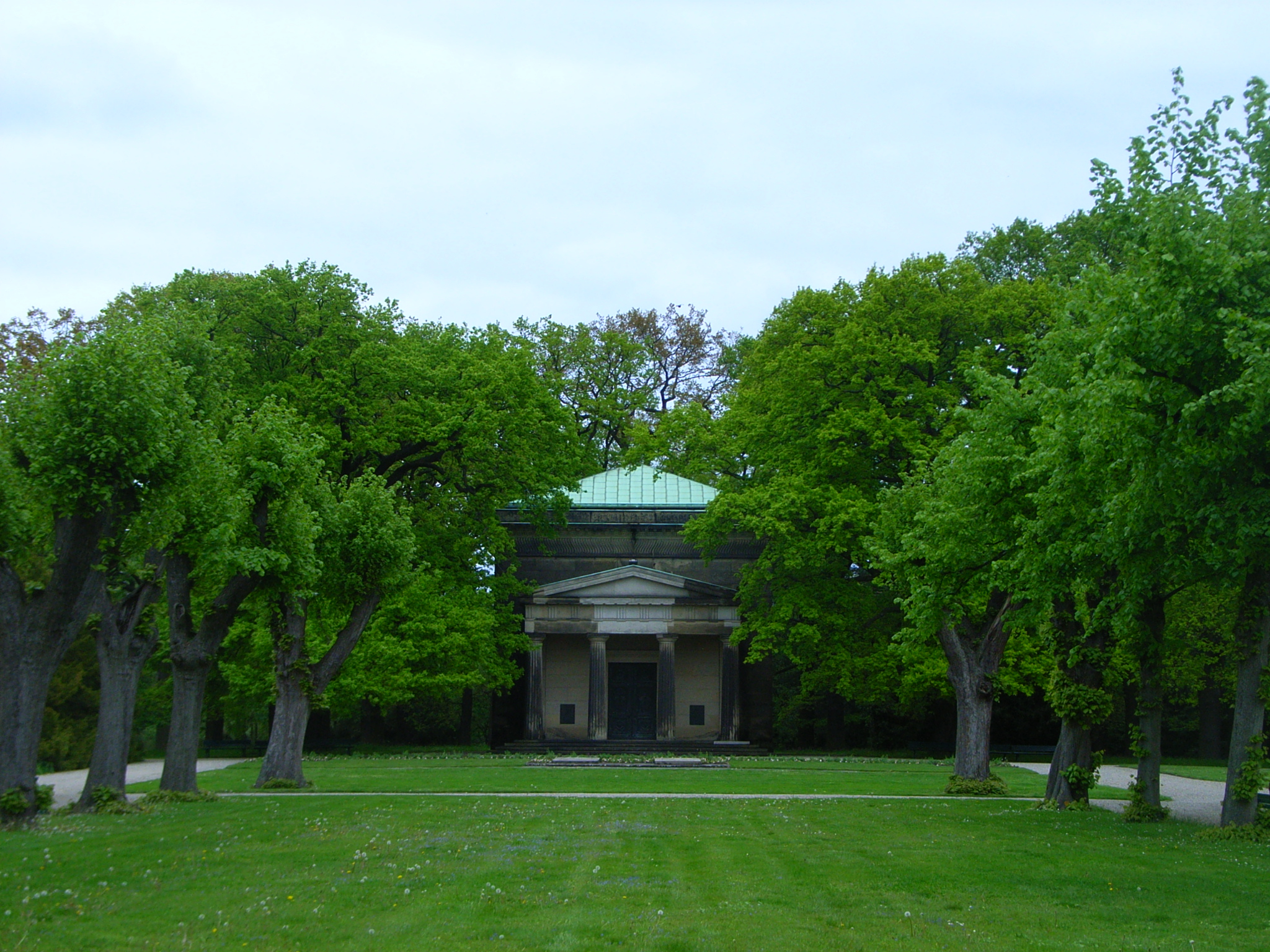
Ernst Augusts mausoleum i Herrenhäuser Gärten.

Ernst August var gift sedan 1815 med sin kusin på mödernet, Fredrika av Mecklenburg-Strelitz (1778–1841), mot moderns vilja, och de fick endast ett barn, sonen och efterträdaren Georg V av Hannover (1819–1878). På grund av sitt ställningstagande för Österrike i det Tyska enhetskriget, annekterades Hannover 1866 av Preussen och Georg V tvingades i landsflykt.